# Río Caslilla
El Caslilla es un río del interior de la península ibérica, afluente del Duratón. Discurre por la provincia española de Segovia.

## Descripción

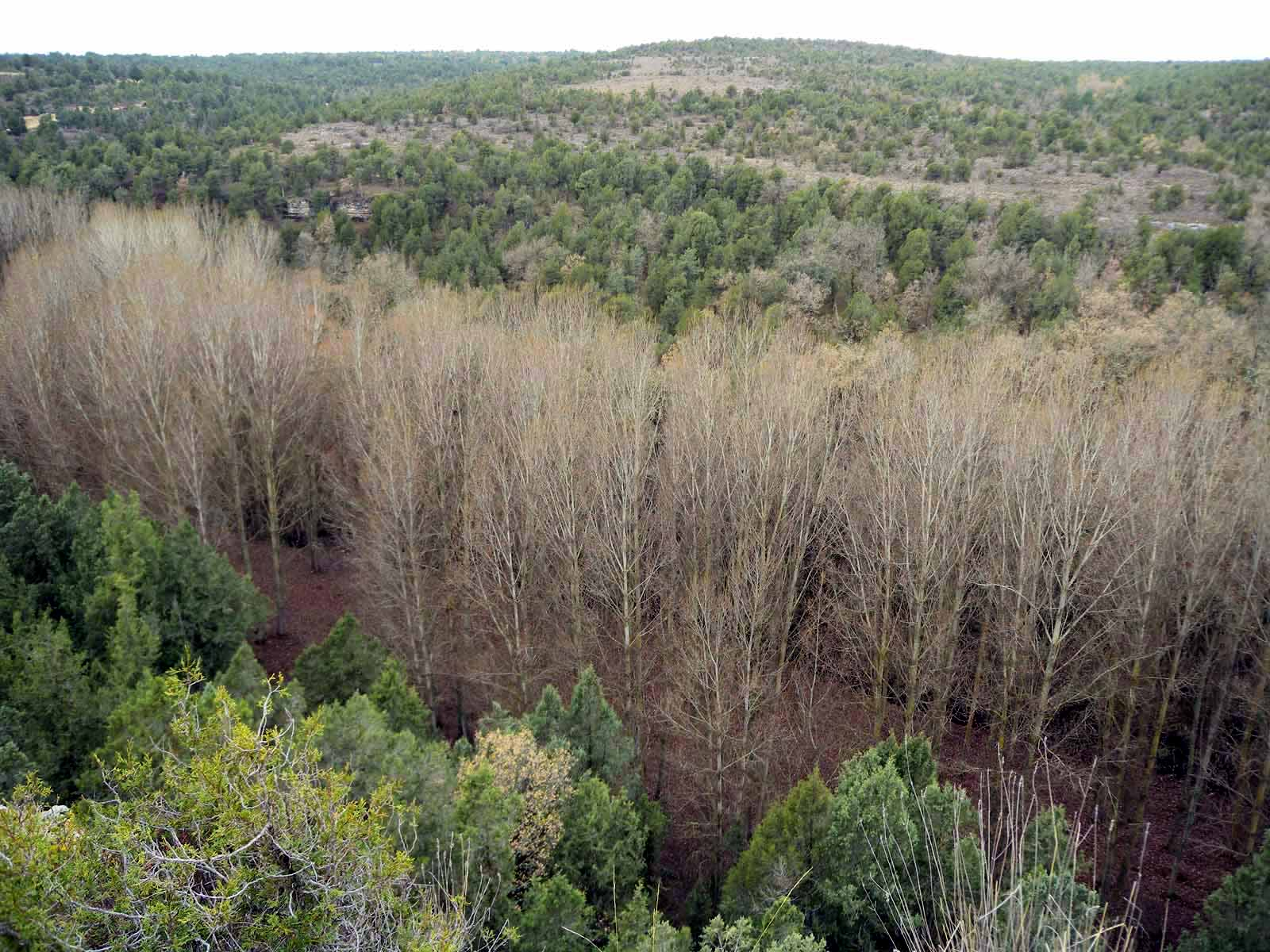
Arboleda en la ribera del Caslilla

El río, que discurre por la provincia de Segovia, tendría su origen en los montes Carpetanos. Tras dejar a ambos lados de su cauce localidades como Casla, Santa Marta, Perorrubio, Vellosillo y Sepúlveda, termina desembocando en el río Duratón cerca de la última. Aparece descrito en el sexto volumen del Diccionario geográfico-estadístico-histórico de España y sus posesiones de Ultramar de Pascual Madoz de la siguiente manera:

CASLILLA: r. en la prov. de Segovia, part. jud. de Sepúlveda: tiene su origen en las sierras llamadas Carpentanas y corre por los pueblos de Casla, Sta. Maria, Cabrerizas, Perorubio, Velosillo y Sepúlveda, en cuyo punto se une al Duraton.
(Madoz, 1847, p. 69)

Perteneciente a la cuenca hidrográfica del Duero, sus aguas terminan vertidas en el océano Atlántico.